# Zharnel Hughes
Zharnel Hughes (The Valley, Anguila, 13 de julio de 1995) es un deportista británico que compite en atletismo, especialista en las carreras de velocidad.
Participó en dos Juegos Olímpicos de Verano, obteniendo una medalla de bronce en París 2024, en la prueba de 4 × 100 m. En Tokio 2020, obtuvo una medalla de plata en la misma prueba, que perdió posteriormente por dopaje de uno de los componentes del relevo.
Ganó tres medallas en el Campeonato Mundial de Atletismo entre los años 2019 y 2023, y cinco medallas en el Campeonato Europeo de Atletismo, en los años 2018 y 2022.

## Palmarés internacional
| Juegos Olímpicos   | Juegos Olímpicos        | Juegos Olímpicos  | Juegos Olímpicos |
| Año                | Lugar                   | Medalla           | Prueba           |
| ------------------ | ----------------------- | ----------------- | ---------------- |
| 2020               | Tokio (Japón)           | DSC               | 4 × 100 m        |
| 2024               | París (Francia)         | Medalla de bronce | 4 × 100 m        |
| Campeonato Mundial |                         |                   |                  |
| Año                | Lugar                   | Medalla           | Prueba           |
| 2019               | Doha (Catar)            | Medalla de plata  | 4 × 100 m        |
| 2022               | Eugene (Estados Unidos) | Medalla de bronce | 4 × 100 m        |
| 2023               | Budapest (Hungría)      | Medalla de bronce | 100 m            |
| Campeonato Europeo |                         |                   |                  |
| Año                | Lugar                   | Medalla           | Prueba           |
| 2018               | Berlín (Alemania)       | Medalla de oro    | 100 m            |
| 2018               | Berlín (Alemania)       | Medalla de oro    | 4 × 100 m        |
| 2022               | Múnich (Alemania)       | Medalla de oro    | 200 m            |
| 2022               | Múnich (Alemania)       | Medalla de oro    | 4 × 100 m        |
| 2022               | Múnich (Alemania)       | Medalla de plata  | 100 m            |